# Бањоло Кремаско
Бањоло Кремаско (итал. Bagnolo Cremasco) је насеље у Италији у округу Кремона, региону Ломбардија.
Према процени из 2011. у насељу је живело 4592 становника. Насеље се налази на надморској висини од 80 м.

## Становништво
Према резултатима пописа становништва 2011. у општини је живело 4.788 становника.
| 1931. | 1936. | 1951. | 1961. | 1971. | 1981. | 1991. | 2001. | 2011. |
| ----- | ----- | ----- | ----- | ----- | ----- | ----- | ----- | ----- |
| 2.849 | 2.821 | 2.953 | 2.945 | 3.363 | 3.981 | 4.294 | 4.523 | 4.788 |